# Французская смесь (взрывчатка)
Французская смесь — условное название композиционной взрывчатки, получаемой смешиванием в различных пропорциях тротила, мелинита, ксилилa, динитронафталинa и аммиачной селитры. Производилась в СССР в 1920-30-х годах и в течение Великой Отечественной войны в качестве дешевой замены тротила и мелинита. Прессовалась в подрывные шашки тех же массогабаритных размеров, что и тротиловые.

## Состав и применение
- Смесь в составе 50% аммиачной селитры, 38% тротила и 12% ксилила использовалась для снаряжения артиллерийских боеприпасов
- Смесь в составе 82% аммиачной селитры и 18% ксилила использовалась для снаряжения ручных гранат.

Заряды из французской смеси примерно на 30% менее мощные, чем такие же по размеру тротиловыe.